# Mali Lovrečan
Mali Lovrečan (1900-ig Lovrečan Breg) falu Horvátországban, Varasd megyében. Közigazgatásilag Cesticához tartozik.

## Fekvése
Varasdtól 22 km-re északnyugatra, Cesticától 4 km-re délnyugatra a Zagorje hegyei között, közvetlenül a szlovén határ mellett fekszik.

## Története
A falunak 1857-ben 64, 1910-ben 102 lakosa volt. 1920-ig Varasd vármegye Varasdi járásához tartozott. 2001-ben a 67 lakosa volt.

## Népessége
| Lakosság változása | Lakosság változása | Lakosság változása | Lakosság változása | Lakosság változása | Lakosság változása | Lakosság változása | Lakosság változása | Lakosság változása | Lakosság változása | Lakosság változása | Lakosság változása | Lakosság változása | Lakosság változása | Lakosság változása | Lakosság változása |
| ------------------ | ------------------ | ------------------ | ------------------ | ------------------ | ------------------ | ------------------ | ------------------ | ------------------ | ------------------ | ------------------ | ------------------ | ------------------ | ------------------ | ------------------ | ------------------ |
| 1857               | 1869               | 1880               | 1890               | 1900               | 1910               | 1921               | 1931               | 1948               | 1953               | 1961               | 1971               | 1981               | 1991               | 2001               | 2011               |
| 64                 | 88                 | 78                 | 80                 | 81                 | 102                | 89                 | 106                | 87                 | 95                 | 79                 | 75                 | 141                | 65                 | 67                 | 65                 |

## Nevezetességei
Szent Lőrinc vértanú tiszteletére szentelt kápolnája 1678-ban épült barokk stílusban. A kápolna egyhajós, téglalap alaprajzú, keleti oldalán szentély, a szentély mögött pedig a harangtorony található. A torony földszintje négyzet alaprajzú, benne van elhelyezve a sekrestye, a felső részén pedig alaprajza nyolcszöggé alakul. Bár a kápolnát a 17. századi egyházlátogatások már említik, mai formájában 18. század második feléből származik. Főoltárát 1921-ben Miloš Hohnjec celjei mester újította meg. Hat regiszteres orgonája 1896-ban Höfferer műhelyében készült. A Lovrečan-hegyen álló kápolnától pompás kilátás nyílik a környező falvakra és a Dráva völgyére.